# Salme Utsal
Salme Utsal, född 7 mars 1907 i Estland, död 25 november 1995, var en estländsk-kanadensisk målare.
Hon var dotter till Hans Martin Mickelsen och Helene Mikkelsen och gift med Karl Utsal. Hon utexaminerades från Statens slöjdskola i Tallinn 1929 och bedrev självstudier under resor till bland annat Frankrike, Belgien och Tyskland. I slutet av andra världskriget kom hon som flyktig till Sverige och var under en period verksam som konstnär i Sverige. Hon medverkade i utställningen Estnisk och lettisk konst som visades på Liljevalchs konsthall 1946. Hon utvandrade sedermera till Montreal där hon verkade som konstnär.